# 1989年至1990年英格蘭足總盃
1989/90球季英格蘭足總盃（英語：FA Cup），是第109屆英格蘭足總盃，今屆賽事的冠軍是曼聯，他們在決賽以1:0 (重賽)擊敗水晶宮，奪得冠軍。
第一次賽事踢成3:3，曼聯在重賽才再次擊敗對手封王，這是費格遜入主曼聯後的首個足總盃錦標。

## 外部連結
1. 英格蘭足總盃官網Archive-It的存檔，存档日期2012-04-24
2. 英格蘭足總盃 歷屆冠軍（页面存档备份，存于）